# Altai Airport
Altai Airport är en flygplats i Mongoliet.   Den ligger i provinsen Gobi-Altaj, i den västra delen av landet, 800 km väster om huvudstaden Ulaanbaatar. Altai Airport ligger 2 202 meter över havet.
Terrängen runt Altai Airport är kuperad västerut, men österut är den platt.  Trakten runt Altai Airport är nära nog obefolkad, med mindre än två invånare per kvadratkilometer. Närmaste större samhälle är Altaj, 2,9 km öster om Altai Airport. Trakten runt Altai Airport består i huvudsak av gräsmarker.